# Jeff Bhasker
Jeff Bhasker, anche noto come Billy Krave o U.G.L.Y. (Socorro, 4 marzo 1974), è un tastierista, cantante e produttore discografico statunitense noto prevalentemente per la sua collaborazione con Lady Gaga, e per essere stato membro del gruppo funk rock Lettuce.

## Biografia
Ha origini indiane da parte del padre. Dopo essersi formato nel mondo jazz a Boston, si è trasferito a New York nel 2001, dove per alcuni anni ha collaborato con Goapele e The Game.
Nel 2005 si è nuovamente spostato, questa volta a Los Angeles, dove ha lavorato con Bruno Mars, Steve Lindsey e soprattutto Kanye West. Con quest'ultimo ha collaborato per diversi dischi vincendo numerosi premi tra cui un Grammy Award come "miglior canzone rap" (All of the Lights, 2010). Ha trionfato altre due volte ai Premi Grammy: nel 2013 per la "canzone dell'anno" (We Are Young dei Fun.) e nel 2012 per la "miglior canzone rap" (All of the Lights di Kanye West).
Ha prodotto il primo album da solista di Harry Styles, e ha collaborato, oltre che con gli artisti già citati, anche con Kid Cudi, Natalia Kills, Eminem, Ed Sheeran, La Roux, Dido, OneRepublic, Alicia Keys, The Rolling Stones, Taylor Swift, Pink, Beyoncé, Snoop Dogg, Mary J. Blige, Robin Thicke, Adam Lambert, Leona Lewis, Brandy, Lana Del Rey, Emeli Sandé e altri.

## Discografia

### Con Lady Gaga
- 2008 – The Fame
- 2011 – Born This Way
- 2016 – Joanne
- 2020 – Chromatica

### Con i Lettuce
- 2002 - Outta Here